# Owthorne
Owthorne är en ort i civil parish Withernsea, i distriktet East Riding of Yorkshire, i grevskapet East Riding of Yorkshire, i England. Owthorne var en civil parish fram till 1935 när blev den en del av Hollym och Rimswell. Civil parish hade 34 invånare år 1931. Byn nämndes i Domedagsboken (Domesday Book) år 1086, och kallades då Thorne/Torne.